# Swertia mussotii
Swertia mussotii är en gentianaväxtart som beskrevs av Adrien René Franchet. Swertia mussotii ingår i släktet Swertia och familjen gentianaväxter. Utöver nominatformen finns också underarten S. m. flavescens.